# Physalaemus riograndensis
Physalaemus riograndensis là một loài ếch trong họ Leptodactylidae.
Nó được tìm thấy ở Argentina, Brasil, Paraguay, và Uruguay.
Các môi trường sống tự nhiên của chúng là đồng cỏ nhiệt đới hoặc cận nhiệt đới vùng ngập nước hoặc lụt theo mùa, đầm nước ngọt, đầm nước ngọt có nước theo mùa, đất canh tác, vùng đồng cỏ, ao, đất nông nghiệp có lụt theo mùa, và kênh đào và mương rãnh.

## Hình ảnh

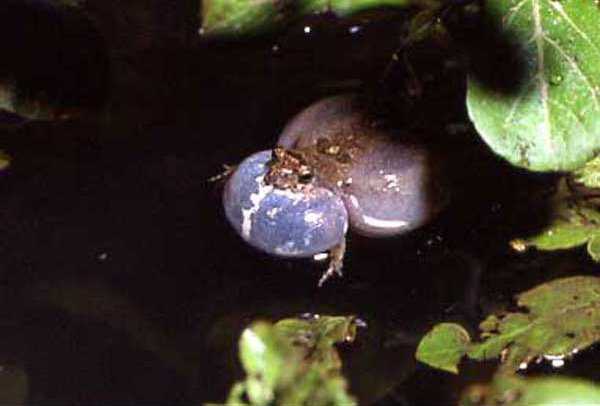